# Nosaci, Sînelnîkove
Nosaci (în ucraineană Носачі) este un sat în comuna Velîkomîhailivka din raionul Sînelnîkove, regiunea Dnipropetrovsk, Ucraina.

## Demografie
Componența lingvistică a localității Nosaci
     Ucraineană (94,31%)
     Rusă (5,69%)
Conform recensământului din 2001, majoritatea populației localității Nosaci era vorbitoare de ucraineană (94,31%), existând în minoritate și vorbitori de rusă (5,69%).